# Borger
En borger kan enten betegne en statsborger, altså en indbygger med borgerrettigheder i et land, eller mere snævert et medlem af borgerskabet, altså en bestemt stand eller samfundsgruppe som modsætning til andre samfundsgrupper. De to forskellige hovedbetydninger adskilles klart på flere hovedsprog; således bruges på engelsk ordet citizen (fransk: citoyen) om en borger i den første betydning, mens ordet bourgeois både på engelsk og fransk omfatter den anden betydning.

## Antikkens borgerbegreb
Begrebet borger (citizen) har rødder tilbage i den græsk-romerske idé om byen som det politiske fællesskabs vugge. Borgerskab (citizenship) betød at have borgerrettigheder og borgerpligter i byen. Som borger i det gamle Athen havde man således en forpligtelse til at tage del i Athens fælles anliggender.
På græsk betyder polis både by og stat. I de oldgræske byer faldt begrebet "byborger" sammen med begrebet "statsborger". Men Rom, der oprindelig var en bystat, kom efterhånden til at beherske først hele Italien og derpå hele Middelhavsområdet. Dermed blev også romersk borgerskab, der i begyndelsen var begrænset til byen Roms frie indbyggere, udvidet til at omfatte de fleste af Italiens frie indbyggere i år 90 fvt. og alle Romerrigets frie indbyggere i 212 evt. Hermed var der skabt et statsborgerbegreb adskilt fra byborgerbegrebet. Ved Romerrigets sammenbrud i 400-tallet forsvandt dette borgerbegreb dog foreløbig igen.

## Middelalderen
En borger er et plattysk ord, som kom i brug på dansk i de sidste århundreder af middelalderen og efterhånden afløste de ældre udtryk "bymand", "købstadmand" o.l. Ordet er afledt af "borg".
Købstæder opstod typisk ved, at folk bosatte sig omkring en borg, der kunne yde dem beskyttelse, f.eks. Nyborg eller Vordingborg. Borgerne var handlende og håndværkere, der havde løst borgerskab og derigennem fået monopol på at styre byens indre anliggender. Borgerstanden udgjorde i middelalderen købstædernes borgere, der sammen med gejstlige, adelige og bønderne udgjorde landets fire stænder. Det var dog langtfra alle indbyggere i en købstad, der var borgerlige. Gejstlige eller adelige betragtedes således ikke som borgere, selvom de boede fast inden for bymuren, ligesom tjenestefolk mfl. ikke regnedes til borgerstanden. Borgerne udgjorde dermed en slags middelklasse, som politisk og socialt stod under adelen og kirken, men over bønder og arbejdere. Borgerne omtaltes også som tredjestanden i samfundets firestænderrigsdag.
I 1320-årene var reglen i Danmark og Skåne, at den, der ønskede borgerskab i en by, blev indskrevet i "stadens bog". Var man ikke født i byen, behøvede man borgerskab, selv om man ikke var udlænding. En udenbys mand, der var gift med en lokalfødt kvinde, eller med datter af en mand, der havde hus og ejendom i byen, behøvede ikke borgerskab. Kun tilflyttere og udlændinge blev afkrævet borger-ed. Forordning af 15. februar 1422 for enkelte danske byer gjorde borgerskab til en forudsætning for at udøve erhverv i byen. Dertil skulle bystyret føre tilsyn med håndværkere. Først ved forordning af 1475 blev reglerne gjort gældende for hele Danmark. I København omkring 1500 var forudsætningen for at opnå borgerskab skriftligt vidnesbyrd eller troværdige vidner fra det forrige bosted om ens forhold, såsom at man skiltes fra sin tidligere husbond i mindelighed. Derefter aflagde man troskabsed. Borgerskabet gik tabt, hvis borgeren forlod byen med sin kone og ejendom, og ikke vendte tilbage "inden år og dag". Den ældste separate bog for indførsel af borgerskab i Danmark er fra Århus rådstue i 1470; den næstældste fra Ålborg i 1545, og dernæst fra Ribe i 1587. Udstedelse af borgerbrev begynde først omkring 1700. 

## Nyere tid
Christian 4.s reces fra 1643 præciserer, at når en håndværker tog borgerskab, skulle det oplyses i hvilket håndværk. Christian 5.s danske lov fra 1683 stiller krav om edsaflæggelse og betaling efter politiordningen. Dertil måtte borgeren betale for "Huus og Ildstæd" i byen (dvs. have bolig og være bosat der), og udføre og betale "al Borgerlig og Byens Tyngde" (dvs. hverv, skatter og afgifter). Der skulle betales tre København-skilling til "wor scultus", samt en skilling til hver af rådstuerettens medlemmer, og til hver af rådmændene og bytjenerne. Malmøs rådstueprotokol 1503-48 opgiver afgiften for at aflægge borgerskab som varierende mellem 3 og 15 danske mark, formentlig udregnet efter borgerens fag og indtægtsmuligheder. 
I Bergen var der regler for, at borgere ikke måtte være borte fra byen længere end 1 år og 1 dag, bekræftet af kongen 1. december 1579. Dertil var det forbudt at tage sin kone med ud af Bergen, bortset fra i slagtetiden om efteråret. Ligeledes måtte manden blive i byen, hvis hans kone var vækrejst. Hensigten var, at en af dem altid skulle være tilgængelig for at udføre tjenester, som kongen eller byen havde krav på. Især var der begrænset udrejse for krambodhandlere, der kun måtte forlade Bergen i slagtetiden fra korsmesse (14. september) til mortensdag (11. november). Håndværkere havde forbud mod at drive handel, men kunne rejse ud af byen om efteråret for at få købt slagtervarer til egen husholdning. Købmænd og borgere havde forbud mod at indlogere nogen, der ikke var "Eedtagne Borgere", for at undgå, at fremmede gik Bergens egne borgere og håndværkere i næringen. 
I de kommende århundreder, og i Danmark ikke mindst efter enevældens indførelse i 1660, fik borgerskabet en stærkere økonomisk og social position, og blandt andet mulighed for at uddanne sig til og besætte stillingerne i centraladministrationen. Borgerstandens selvfølelse steg dermed også. I løbet af 1700-tallet genopstod interessen for den klassiske oldtid og dens borgerbegreber. I forbindelse med den amerikanske frihedskrig og den franske revolution i slutningen af 1700-tallet slog et nyt statsborgerskab igennem. Efter disse begivenheder var amerikanerne og franskmændene ikke at betragte som undersåtter, men blev borgere i et demokrati, og indgik dermed i et nyt politisk fællesskab. Fra dette tidspunkt blev ordet "borger" anvendt i begge de grundlæggende betydninger, det har i dag.